# Casa de seguridad
- Para los organismos de seguridad, de policía y de inteligencia, se refiere a una ubicación segura para mantener protegidos a testigos, agentes u otras personas que se encuentran en peligro.
- Un sitio al cual se acude para eludir la persecución de las autoridades.
- Un espacio del vecindario en que un adulto, una familia confiable u organización de caridad proporciona seguridad y manutención a esposas o niños maltratados, cuando su vida se ve amenazada por la violencia familiar.
- La casa segura era un componente integral del "ferrocarril subterráneo". Consistía en una serie de puntos en que se brindaba asistencia a los esclavos que huían en Estados Unidos al Canadá o a estados en que se había abolido la esclavitud, para obtener su libertad. Actualmente se da este nombre a casas normales donde los agentes de inteligencia evalúan, analizan y difunden la información recibida por agentes operativos que se encuentran en la calle haciendo labor de inteligencia.
- Refugios que daban protección a las víctimas de la persecución nazi y refugio a prisioneros de guerra.
- Sitio en donde algunas organizaciones delictivas ocultan a personas secuestradas y mercancías ilícitas.

- Datos: Q531349
- Multimedia: Safe house / Q531349